# 高橋浩祐
高橋 浩祐（たかはし こうすけ、1968年 - ）は、日本のジャーナリスト。米外交・安全保障専門オンライン誌「ディプロマット」東京特派員。英軍事週刊誌ジェーンズ・ディフェンス・ウィークリー 前東京特派員。日本国内閣府主催の令和元年（2019年）度「世界青年の船（SWY）」日本ナショナルリーダー。ハフィントン・ポスト・ジャパン元編集長。元ホリプロ所属。

## 来歴
神奈川県川崎市出身。幼少時に両親が離婚し、女手一つの家庭で妹と育つ。桜本幼稚園、川崎市立東桜本小学校、川崎市立桜本中学校、神奈川県立新城高校、1993年3月に慶應義塾大学経済学部（島田晴雄研究会所属）を卒業。2002年1月、コロンビア大学国際公共政策大学院（SIPA）に入学。2004年2月、SIPAと同大ジャーナリズム大学院を修了し、ジャーナリズムと国際関係の2つの修士号を取得する。
慶應義塾大学在学中に川崎市代表青年研修員として同市姉妹都市の米国ボルチモア市の経済開発局に勤務。日米経済摩擦問題をテーマに研修し、ボルチモア市市民栄誉賞を受賞している。
慶應義塾大学在学中の1990年11月、『米国プリンストン大学の学生団体Foundation for Student Communication, Inc. (FSC) 主催』の国際学生会議ビジネストゥモロー国際会議Business Tomorrow International Conferenceに日本代表団員として参加し、ニューヨーク市とプリンストン大学にて世界35カ国からの学生たちと議論した。翌1991年、ビジネストゥモロー国際会議日本側学生事務局代表を務める。日本を含めたアジアからの学生の選考などを実施。同年11月にはニューヨークとプリンストン大学を再訪問し、会議の運営に尽力。会議でのゲストスピーカーだった大来佐武郎を悼み、投稿した記事が朝日新聞の読者投稿欄「声」に掲載される（1993年２月13日朝日新聞朝刊「国際学生会議に手弁当で協力　故大来佐武郎氏に感謝」）。翌1992年秋には日本政府主催の第19回「東南アジア青年の船」に参加し、ASEAN6カ国を訪問した。
大学卒業後の1993年4月、朝日新聞社に入社。当時東京本社の富山支局にて、経済、県警察、司法、市政、スポーツ等を担当。阪神・淡路大震災発生で神戸支局へ応援取材。1996年4月、北海道支社報道部へ異動。北海道庁や北海道開発庁、教育、鈴木宗男番記者、苫小牧東部開発株式会社問題等を担当。1998年4月、静岡県伊東市の川奈ホテルで開かれた日露首脳会談を取材。1998年6月、当時北海道開発庁長官を務めていた鈴木宗男と外務省国際情報局分析第一課主任分析官だった佐藤優に同行し、北方領土の国後島と択捉島を現地取材。1998年11月、江沢民中国国家主席（当時）と堀達也・北海道知事（当時）の会談をメディア代表取材。富山支局時代に、桐朋学園大学の富山キャンパス誘致問題の取材、北海道支局時代は北海道庁の「官製談合」問題の取材では朝日新聞社内賞を受賞。1999年7月、バイリンガル記者を目指し、同社を退社した。
2000年6月、ダウ・ジョーンズ・ジャパンにコピーデスクとして移籍。2001年9月に退社し、その後、コロンビア大学大学院に留学。2002年夏にニューヨークタイムス東京支局にてインターン。
2004年5月からアジア拠点のオンラインメディアのアジア・タイムズ・オンライン のシニアライター、2005年7月、ブルームバーグの外国為替市場担当の英文記者として入社。2009年1月から2014年9月初めまで国際軍事専門誌IHSジェーンズ・ディフェンス・ウィークリー 東京特派員を務める。米紙インターナショナル・ヘラルド・トリビューンや英紙ガーディアン、シンガポールのザ・ストレーツ・タイムズ紙、アジア太平洋地域の国際問題を扱う米オンライン誌ディプロマット、北朝鮮ニュース専門サイトのNK News、ジャパン・フォーカス、東洋経済オンライン、ビジネスインサイダー日本版、朝日新聞の論座、産経新聞の英字サイトのJapan Forward、Yahoo!ニュース等にも記事掲載。
2009年3月から2012年3月まで、日経CNBC 経済解説部コメンテーターを兼務していたが、氏名は後藤浩祐を使用した。
2014年9月8日付でザ・ハフィントン・ポスト日本版編集長に就任。2016年3月14日付で退任し、同年4月1日から2017年1月13日までトムソン・ロイターのシニア・オンライン・ニュース・エディターを務めた。2017年1月14日、古巣のジェーンズ・ディフェンス・ウィークリーの東京特派員の職に復帰。
2019年8月9日、モーニングCROSS（TOKYO MX）出演時に若者の国際交流を後押しするため、2019年度の内閣府主催の青年国際交流事業「世界青年の船」ナショナルリーダーに就任したことを発表した。
2021年2月2日、「緊急事態宣言」を延長する菅首相の記者会見において、「なぜ日本のワクチン接種が遅れているのか」「ワクチン未接種や検査不足の状況で東京オリンピックを開催していいのか」と問いただした。
2021年7月30日、緊急事態宣言の延長と対象地域の拡大を決めた菅首相の記者会見において、「あまりにも甘い見通しの上でデルタ株をみくびっていたことが今回の感染爆発の背景にあるのではないか。甘い根拠なき楽観主義のもとで五輪を開催していることが感染を引き起こしているのでは。医療崩壊して救うべき命が救えなくなったときには首相の職を辞する覚悟はあるのか」と問いただした。
2024年3月31日、同日付で8年間所属した株式会社ホリプロを円満に退所したことをSNSで発表した。

## 出演番組
出典:

### テレビ
- モーニングCROSS（TOKYO MX）（レギュラー出演）
- 激論！サンデーCROSS（TOKYO MX）- 2017年11月5日、2018年1月28日、2月4日
- グッド!モーニング（テレビ朝日）- 2025年8月6日
- 羽鳥慎一モーニングショー（テレビ朝日）- 2018年12月18日、2019年9月19日、2020年1月8日、1月9日、9月18日、2021年11月23日
- 大下容子ワイド!スクランブル（テレビ朝日）- 2023年3月14日
- スーパーJチャンネル（テレビ朝日）- 2018年9月13日
- 朝まで生テレビ!（テレビ朝日）- 2021年3月26日、5月29日、7月31日
- ひるおび!（TBS）- 2022年1月18日
- 情報7daysニュースキャスター（TBS）- 2022年10月8日
- サンデーモーニング（TBS）- 2017年11月12日
- ゴゴスマ -GO GO!Smile!-（CBCテレビ）- 2020年11月6日
- 教えて!ニュースライブ 正義のミカタ（朝日放送テレビ）- 2019年4月6日、10月12日
- そこまで言って委員会NP（読売テレビ）- 2017年4月2日、7月9日
- ニュース女子（DHCテレビ）- 2017年4月10日、4月24日
- 直撃LIVE グッディ!（フジテレビ）- 2020年6月8日、6月10日
- Live News イット!（フジテレビ）- 2024年4月1日
- 新報道2001（フジテレビ）- 2017年8月20日
- CNNサタデーナイト （BS朝日）（レギュラー出演）
- ワールドビジネスサテライト（テレビ東京）- 2012年11月7日
- 日経プラス10サタデー ニュースの疑問（BSジャパン）- 2018年3月10日、2019年4月13日
- 深層NEWS（BS日テレ）- 2024年11月26日

日経CNBC関連
- 日米マーケットリレー朝エクスプレス
- 昼エクスプレス
- 後場NOW
- 夜エクスプレス
- E morning（第3部）（テレビ東京）

### Web動画配信
- AbemaPrime （AbemaNews）- 2017年3月22日、4月17日
- ABEMA的ニュースショー （AbemaNews）- 2019年3月31日、6月9日
- Japan In-depthチャンネル- 2017年6月21日、8月9日、9月13日、11月15日

### ラジオ
- The News Masters TOKYO（文化放送）
- 荻上チキ・Session-22（TBSラジオ）
- 真夜中のハーリー&レイス（ラジオ日本）
- Day by Day（JFN PARK）
- OH! HAPPY MORNING（JFN系列）
- IPPO（SBS静岡放送ラジオ）
- 鉄崎幹人のWASABI（SBS静岡放送ラジオ）
- MOTIVE!!（モーティブ）（bayfm）

### 海外メディア
- 韓国放送公社（KBS）
- 韓国国際テレビ放送局「アリランテレビ」（Arirang TV）
- 韓国の英語FMラジオ「アリランラジオ」（Arirang Radio）
- 中国中央電視台（CCTV）
- 中国CGTN (TVチャンネル)(China Global Television Network)
- GLOBALink（中国新華社通信）
- 台湾の国際公共放送局「TaiwanPlus」
- ドイツ公共放送連盟ARD
- ロシア政府系メディア「RT（旧称：ロシア・トゥデイ）」
- オランダ公共放送NPO

## 執筆
【雑誌】
- AERA（朝日新聞出版）
- 週刊朝日（朝日新聞出版）
- 文藝春秋オピニオン 2019年の論点（文藝春秋）
- 週刊文春（文藝春秋）
- サンデー毎日（毎日新聞出版）
- 軍事研究（ジャパン・ミリタリー・レビュー）
- 月刊日本
- 晨（ぎょうせい）

【WEB版】
- アジア・タイムズ・オンライン
- ザ・ストレーツ・タイムズ
- NK News
- ハフポストUS版
- ハフポスト日本版（ザ・ハフィントン・ポスト・ジャパン）
- 東洋経済オンライン（東洋経済）
- WEBRONZA（朝日新聞社）
- 文春オンライン（文藝春秋）
- JAPAN Forward（産経新聞社）
- ビジネスインサイダーUS版（Business Insider）
- ビジネスインサイダー日本版
- ウォール・ストリート・ジャーナル日本版（ダウ・ジョーンズ）
- Japan In-depth